# Michajlov (rapper)
Michajlov, vlastním jménem Michal Michajlov (* 1. září 1991 Kerecky, Ukrajina), je český rapper ukrajinského původu a jedna z výrazných postav současného brněnského hiphopu. Narodil se na Ukrajině a ve 12 letech se přestěhoval za matkou do Brna, která se sem přestěhovala kvůli práci o tři roky dříve. Vyučil se automechanikem, před prosazením se v rapu pracoval v autoservisu.
V současnosti působí pod labelem 1312 Records, jehož členy jsou dále rapper Daniel Vardan, se kterým odešel z labelu Brno Reprezent, Robin Tent a producent Marys. Michajlov spolupracuje i s mnoha dalšími známými umělci, jako jsou Separ, Dame, Maniak, Tafrob, Opia, Rest, Renne Dang, nebo Martin Matys.

## Problémy se zákonem

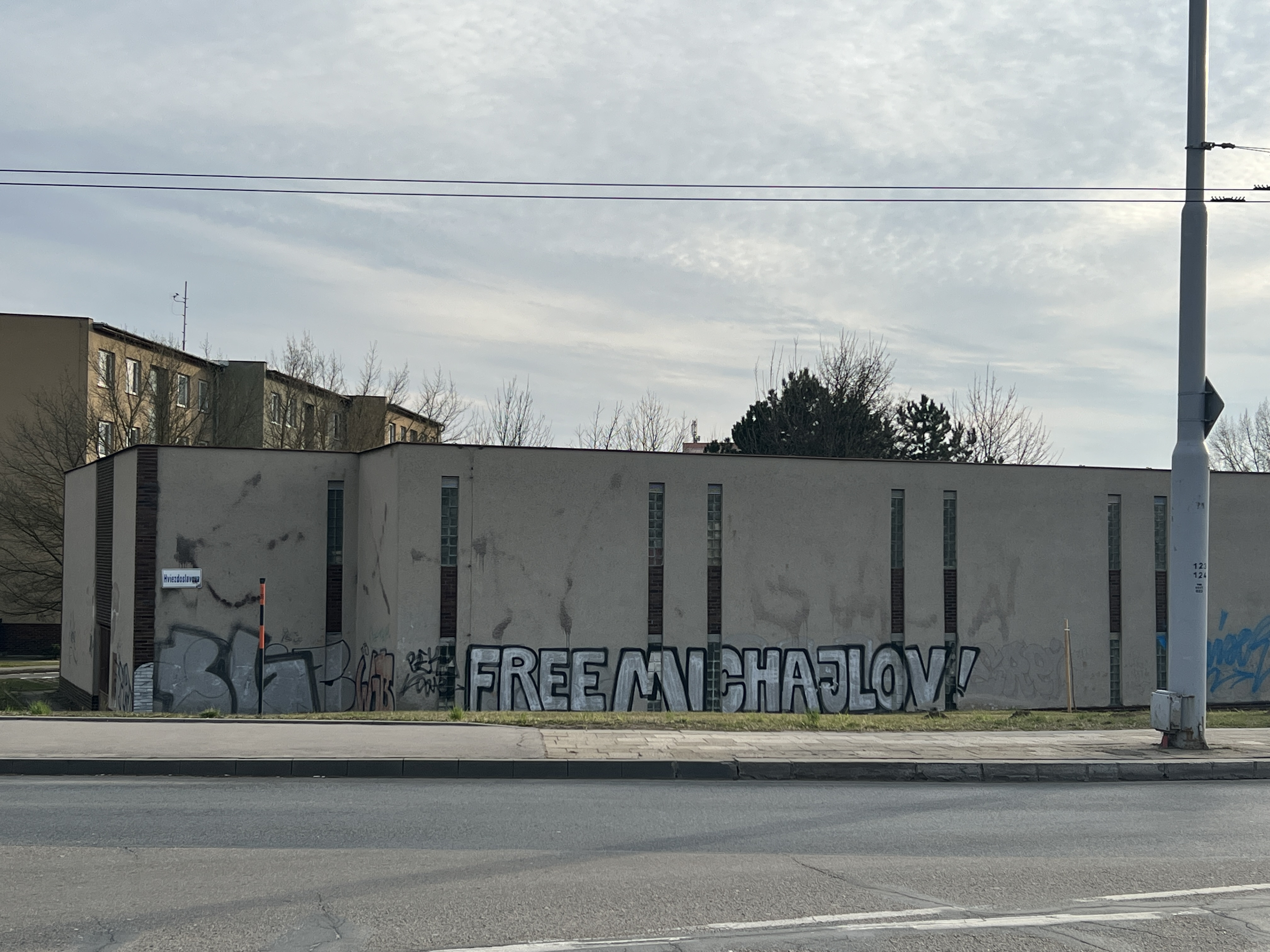
Nasprejovaný nápis „Free Michajlov“ v Brně-Slatině z doby, kdy Michajlov pobýval ve vězení

Dne 1. 6. 2016 dostal od Městského soudu v Brně podmínku na 5 let za těžké ublížení na zdraví a dále zákaz řízení na 1,5 roku, 250 hodin veřejně prospěšných prací a pokutu 18 tisíc korun. 3. 8. 2017 však usedl opilý za volant a 4. 4. 2018 ho Městský soud v Brně poslal na 3 roky do vězení, do kterého nastoupil 21. 6. téhož roku. Trest mu byl však o téměř půlku zkrácen a 3. 2. 2020 se dostal na svobodu.

## Diskografie
- Somar – Promo Solo (2011)
- Somar & ShortyBeats – Bez Iluze EP (2012)
- Somar – Obyčejnej chlapec (2014)
- Somar & Placek – Street Life EP (2015)
- Michajlov – Ronin (2017)
- Michajlov & Daniel & Marys – Mezi řádky (2017)
- Michajlov – 1991 (2018)
- Michajlov – Limit (2020)
- Michajlov & Robin Tent – FIFA STREET EP (2021)
- Michajlov – La Haine (2022)
- Michajlov – FREE EP (2023)
- Michajlov – ROOTS (2024)